# Tessalit
Tessalit es una comuna rural y población de la Región de Kidal, en Malí. El pueblo es el centro administrativo del Círculo de Tessalit (distrito). La población se encuentra a 85km al norte de Aguelhok y a unos 70km de la frontera con Argelia. La commune se extiende sobre un área de 30.000km² que está formada casi completamente por desierto. En el censo de 2009, la commune tenía una población de 5.739 habitantes.
Tessalit es un oasis del desierto del Sahara y una parada para los viajeros trans saharianos. Su depósito de yeso así como una fábrica del mismo mineral también contribuyen a la economía local, aunque estas actividades se vieron interrumpidas y disminuidas en décadas recientes por diferentes rebeliones tuareg y el terrorismo en el vecino Argelia.
El Gobierno de Malí tiene una base militar en Amachach, 7 km al sur de la villa.
Tessalit se ubica en la cordillera montañosa del Adrar de los Ifoghas. Está poblada principalmente por tuaregs y es hogar del grupo musical Tinariwen así como del poeta Souéloum Diagho. Existe un aeródromo, pero raramente se utiliza. La población está hermanada con Saint-Jean-de-Maurienne, Francia.